# Давыдов, Андрей Владленович
Андре́й Владле́нович Давы́дов (род. 2 июля 1951) — советский и российский актёр театра и кино, заслуженный артист России (2002)

## Биография
Андрей Давыдов родился 2 июля 1951 года в Москве в актёрской семье.
В 1973 году окончил школу-студию МХАТ (курс В. П. Маркова). После окончания обучения принят в Московский Художественный театр.
С 1984 по 1988 года на Центральном телевидении вёл программу «Уроки английского языка».

## Семья
Отец Владлен Давыдов (1924—2012), Народный артист РСФСР, актёр МХАТа. Мать Маргарита Анастасьева (1925-2022), заслуженная артистка России, актриса МХАТа, автор книги «Век любви и печали». Дети Феликс и Любовь, жена Марина Грошева.

## Признание и награды
- Заслуженный артист России (2002)
- медаль ордена «За заслуги перед Отечеством» II степени (1998)[2].

## Творчество

### Роли в театре
- «Синяя птица» М. Метерлинка — Сахар
- 1973 — «Сталевары» Г. Бокарева — Первый парень
- 1974 — «Мертвая бабушка»  Л. Зорина — Кавелергард
- 1975 — «Сладкоголосая птица юности» Т. Уильямса — Хэтчер
- 1976 — «Иванов» А. П. Чехова — Гаврила
- 1977 — «Валентин и Валентина» М. Рощина — Архимед
- 1977 — «Мятеж» по Д. А. Фурманову — Представитель полка
- 1981 — «Тартюф» Мольера — Служащий суда
- 1981 — «Волоколамское шоссе» по А. Беку — Тимошин
- 1981 — «Так победим!» М. Шатрова — Хаммерн
- 1982 — «Дни Турбиных» М. А. Булгакова — генерал фон Шратт
- 1982 — «Татуированная роза» Т. Уильямса — Коммивояжер
- 1983 — «Евгений Базаров» по роману И. С. Тургенева "Отцы и дети" —
- 1983 — «Амадей» П. Шеффера — граф Иоганн Килиан фон Штрек
- 1984 — «Попытка полёта» Й. Радичкова — Павел
- 1985 — «Надежда» А. Червинского — Роберт
- 1987 — «Перламутровая Зинаида» М. Рощина — Матвей
- 1989 — «Вишневый сад» А. П. Чехова — Яша
- 1990 — «Ундина» Ж. Жироду — Директор королевских театров
- 1991 — «Красивая жизнь» Ж. Ануя — Бизнесмен
- 1992 — «Урок женам» Мольера — Энрик
- 1994 — «Мишин юбилей» А. Гельмана и Р. Нельсона — Фрэд
- 1994 — «Новый американец» А. Марьямова по произведениям С. Довлатова — Турист
- 1999 — «И свет во тьме светит. ..» Л. Н. Толстого — Афанасий
- 2002 — «Нули» П. Когоута — Дядя
- 2003 — «Последняя жертва» А. Н. Островского — Швейцар
- 2004 — «Тартюф» Мольера — Флипот
- 2011 — «Мастер и Маргарита» по роману М. А. Булгакова — Григорий Данилович Римский
- 2012 — «Событие» В. Набокова — писатель Пётр Николаевич
- 2012 — «Свидетель обвинения» А. Кристи — Детектив

### Фильмография
- 1972 — Табачный капитан
- 1972 — Приваловские миллионы
- 1974 — Свой парень — Латынин
- 1980 — Вторжение
- 1986 — Лермонтов — Жорж Дантес
- 1986 — Михайло Ломоносов
- 1992 — Детство Никиты
- 1993 — Играем «Зомби», или Жизнь после битв
- 1993 — Балерина
- 1998 — На ножах
- 1999 — Китайскій сервизъ — генерал
- 1999 — Зигзаг
- 2000 — Тайны дворцовых переворотов. Фильм 1. Завещание императора — Антон Девиар
- 2000 — Тайны дворцовых переворотов. Фильм 2. Завещание императрицы — Антон Девиар